# ХМТ Ланкастрија
РМС Тирехнија, РМС Ланкастрија, ХМТ Ланксатрија је био Британски Кјунард Лајн прекоокеански брод саграђен 1920. и поринут 1922. Његово прво путовање је било 19. јуна 1922. 17. јуна 1940. у 14:58 Немачки авион бацио је бомбу на командни мост брода, али Ланкастрија није потонула. У 16:00 Немци су поново бацили бомбу на Ланкастрију и тек је онда почела да тоне. Потонула је за 20 минута одневши 1,738 живота, а спасило се 2,477 путника. Ланкастрија је највећа поморска несрећа у историји Велике Британије.